# نو آندرومدا
نو زن برزنجیر یک ستاره است که در صورت فلکی آندرومدا قرار دارد.